# Jari Haavisto
Jari Haavisto (11 de junio de 1964) es un deportista finlandés que compitió en tiro con arco, en la modalidad de arco compuesto. Ganó una medalla de plata en el Campeonato Europeo de Tiro con Arco en Sala de 2008, en la prueba por equipo.

## Palmarés internacional
| Campeonato Europeo en Sala | Campeonato Europeo en Sala | Campeonato Europeo en Sala | Campeonato Europeo en Sala |
| Año                        | Lugar                      | Medalla                    | Prueba                     |
| -------------------------- | -------------------------- | -------------------------- | -------------------------- |
| 2008                       | Turín (Italia)             | Medalla de plata           | Equipo                     |